# Horta Sud
Pour les articles homonymes, voir Horta.
L'Horta Sud (en castillan : Huerta Sur) est une comarque de la province de Valence, dans la Communauté valencienne, en Espagne. Son chef-lieu est Catarroja.

## Communes

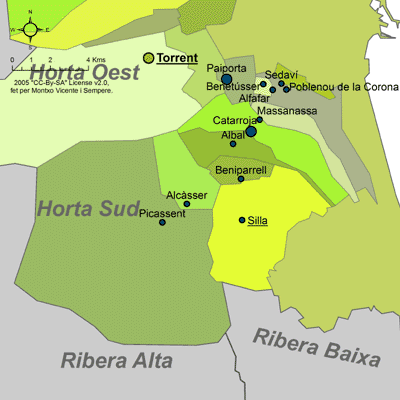
Communes de l'Horta Sud

- Albal
- Alcàsser
- Alfafar
- Benetússer
- Beniparrell
- Catarroja
- Llocnou de la Corona
- Massanassa
- Paiporta
- Picassent
- Sedaví
- Silla